# Jiří Jarošík
Jiří Jarošík (* 27. října 1977, Ústí nad Labem) je bývalý český fotbalista a bývalý reprezentant, později fotbalový trenér. Ve čtyřech zemích (Česko, Rusko, Anglie a Skotsko) vybojoval osm mistrovských titulů, což je evropský rekord. Patří mezi Čechy s nejvíce odehranými zápasy v evropských pohárech, odehrál jich 55 a vstřelil v nich 10 gólů. Nastupoval na více postech, trenéři ho využívali ve středu obrany (post tzv. „stopera“), cizí mu ale nebylo ani místo defenzivního záložníka.

## Klubová kariéra
Jiří Jarošík hrál ve své profesionální kariéře za AC Sparta Praha, FC Slovan Liberec, CSKA Moskva, Chelsea FC, Birmingham City FC, Celtic FC, Křídla Sovětů Samara, Real Zaragoza a CD Alavés.

### AC Sparta Praha
V roce 1996 pronikl Jarošík do A-týmu, trvale se však prosadil až po dvouletém hostování v Liberci. V sezóně 1999/00 si poprvé vyzkoušel Ligu mistrů UEFA a v remízovém zápase (1:1) proti Willem II Tilburg 28. září 1999 vstřelil gól. I v dalších dvou sezónách si zahrál v zápasech tohoto evropského poháru a znovu s týmem postoupil do druhé skupinové fáze. Mezitím byl v srpnu 2000 poprvé povolán trenérem Jozefem Chovancem do reprezentace.
Během angažmá ve Spartě se stal čtyřikrát českým mistrem. Na podzim roku 2002 se nepodařilo proniknout do hlavní fáze Ligy mistrů. O jeho služby projevily zájem zahraniční kluby jako 
Leeds United, Spartak Moskva nebo CSKA Moskva.

### CSKA Moskva
Na začátku ledna 2003 přestoupil do ruského prvoligového klubu CSKA Moskva za rekordní částku 3,7 milionu liber. Tímto se stal nejdražším přestupem do ruské ligy v její historii. S vicemistrem podepsal pětiletou smlouvu.
Jarošík vstřelil srovnávací gól Lokomotivu Moskva v zápase ruského superpoháru 8. března 2003, ve kterém CSKA nakonec prohrálo v penaltovém rozstřelu. Vypracoval se ve člena základní sestavy a oporu týmu a hned první rok slavil titul, kterým podpořil svůj návrat do reprezentační nominace po více než roce.
Ačkoli se obhajoba ligového triumfu moskevskému mužstvu nezdařila, přinesl ročník 2004 alespoň triumf v ruském superpoháru. Jarošík v něm 7. března 2004 odehrál závěrečnou čtvrthodinu prodlužovaného zápasu, ve kterém CSKA porazilo výsledkem 3:1 Spartak.

### Chelsea
Na začátku ledna 2005, po dvou letech v ruské lize, odešel do anglického londýnského klubu, Chelsea. Ta vedla tabulku Premier League o sedm bodů. Zájem projevil i další anglický klub, Everton. Trenér José Mourinho se na Jarošíka zaměřil po vzájemném zápase Chelsea–CSKA a ocenil jeho univerzálnost. V Londýně měl strávit dva a půl roku. Přestupová částka se pohybovala kolem 3 milionů liber. Stal se druhým Čechem, který kdy v Chelsea působil a s tím prvním, Petrem Čechem, se v kabině potkal.
Debutoval 8. ledna v zápase 3. kola FA Cupu (Poháru FA) proti Scunthorpe United, ve kterém Chelsea vyhrála 3:1 a Jarošík odehrál zbývající necelou půlhodinu. Na jaře si zahrál ve 20 zápasech, z toho 14 bylo v lize. V konkurenci záložníků Franka Lamparda, Claudeho Makélélého a obránců Johna Terryho a Ricarda Carvalha a i dalších se do základní sestavy neprosadil a někdy se nevměstnal ani na lavičku náhradníků. Ve vyřazovacích bojích Ligy mistrů se neobjevil, neboť v létě a na podzim hrál tuto soutěž za CSKA. Na domácí scéně získala Chelsea nejen ligový pohár, ale i mistrovský titul, a to po 50 letech. Ve finále o ligový pohár 27. února proti Liverpoolu nastoupil Jarošík v základní sestavě, po poločasové přestávce byl za stavu 0:1 střídán Eiðurem Guðjohnsenem a Chelsea později v prodloužení 3:2 vyhrála.
Londýnský celek zařídil nákup středopolaře Michaela Essiena, další Jarošíkovy konkurence. Ten nedostal zkraje nové sezóny 2005/06 na hřišti příležitost a rozhodl se pro hostování v jiném anglickém klubu a zamířil proto na jeden rok do Birminghamu.

### Birmingham City
Vzdor zájmu někdejšího zaměstnavatele CSKA Moskva, Celty Vigo a Beşiktaşe zvolil anglický prvoligový Birmingham City. Trenér Steve Bruce jej 23. srpna 2005 záhy nasadil do zápasu 3. ligového kola, Birmingham však doma podlehl Middlesbrough 0:3. Jarošík odehrál celé utkání, byť s novými spoluhráči ještě ani netrénoval. O čtyři dny později poprvé skóroval, čímž pomohl vyhrát 3:2 na stadionu West Bromwich Albion a ukořistit první výhru ligové sezóny. V 6. kole hlavičkou srovnával na 1:1, venkovní remízový zápas proti Portsmouthu ale 17. září nedohrál kvůli zranění. Problémy s kotníkem jej v sezóně dále doprovázely. 
Dne 4. dubna 2006 vstřelil střelou z dálky jediný gól domácího duelu s Boltonem a Birmingham se poprvé od října vymanil ze sestupové pozice. Trenér Steve Bruce prozradil svůj úmysl udržet Jarošíka v případě, že se tým mezi elitou zachrání, jakkoliv českého záložníka místy kritizoval za nedostatečné nasazení.
Sezónu zakončil jako nejlepší střelec mužstva napříč soutěžemi (8 gólů) společně s Mikaelem Forssellem, sám byl nejlepším střelcem v lize (5 gólů). Birmingham se nezachránil a Jarošík odešel.

### Celtic
V průběhu června 2006 zamířil do skotského Celticu, kde podepsal smlouvu na tři roky. Skotský celek za něho Chelsea zaplatil částku okolo 2 milionů liber. Při svém soutěžním debutu 29. července se střelecky prosadil a pomohl vyhrát 4:1 nad Kilmarnockem před domácím publikem na stadionu Celtic Park. V listopadu zaznamenal trefy proti Heart of Midlothian a Invernessu při ligových výhrách 2:1 a 3:0. Až v posledním zápase skupiny Ligy mistrů nastoupil v základní sestavě. Domácí Kodani vstřelil gól snižující na konečných 1:3. V jarním osmifinále se se spoluhráči postavil AC Milán, duel rozhodl až gól v prodloužení odvety. Na konci sezóny slavil s týmem titul.
I v první půlce sezóny 2007/08 náležela Jarošíkovi role na pomezí základní jedenáctky a lavičky náhradníků. Ve druhém skupinovém zápase Ligy mistrů 3. října 2007 pomohl vyhrát 2:1 nad úřadujícím šampionem v podobě AC Milán a odplatit minulé vyřazení. V tom pátém pomohl 28. listopadu otočit výsledek z 0:1 na 2:1 vyrovnávacím gólem do sítě Šachtaru Doněck. Trenér Gordon Strachan zavedl Celtic znovu do play-off, Jarošík ovšem v zimě Skotsko opustil, aby zamířil zpět do Ruska.
Po jeho odchodu ovládl Celtic na jaře potřetí za sebou skotskou ligu. Ačkoliv mnohé internetové zdroje uvádějí, že Jarošík vyhrál tuto ligu podruhé, jeho osm odehraných podzimních zápasů v lize nesplnilo nutný požadavek 25% odehraných zápasů.

### Křídla Sovětů Samara

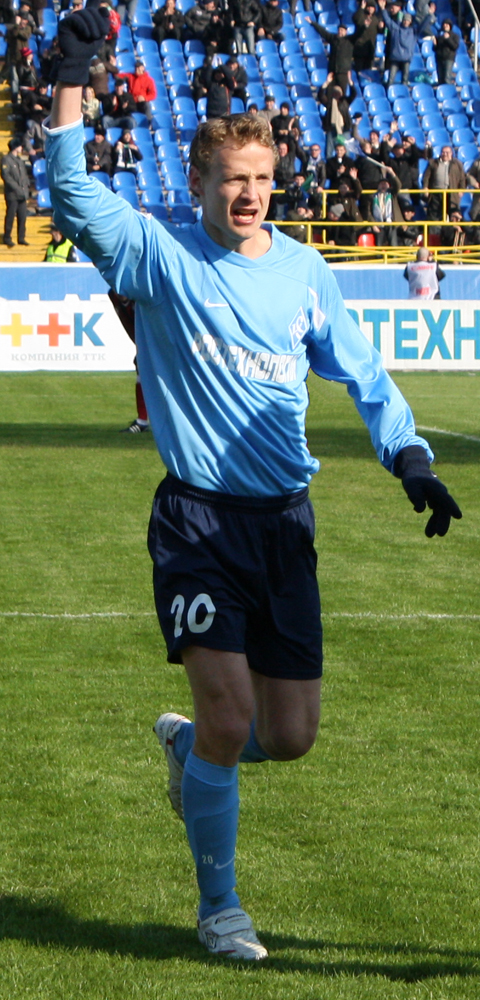
Jiří Jarošík (2009)

Dne 31. ledna 2008 se stal hráčem ruského klubu Křídla Sovětů Samara, podepsal smlouvu na dva roky. Přestupová částka se měla odhadem pohybovat kolem 1 milionu eur. První soutěžní zápas zde odehrál 2. května 2008, kdy se v závěrečných minutách postavil při domácí výhře 2:0 Amkaru Perm. První gól vstřelil 15. května, kdy otevřel skóre nakonec remízového utkání na půdě FK Moskva.
V průběhu roku 2009 přestal klub vyplácet hráčům mzdu, což vedlo k exodu několika hráčů včetně Jana Kollera a později i Jarošíka. V létě Samara nepostoupila přes 3. předkolo Evropské ligy a v ony dny porušil Jarošík klubový zákaz komunikace s médii, za což dostal pokutu v přepočtu asi 7 milionů korun. Rovněž vypadl ze sestavy, do té se však posléze vrátil. Zkraje roku 2010 klub po vypršení smlouvy opustil.

### Real Zaragoza

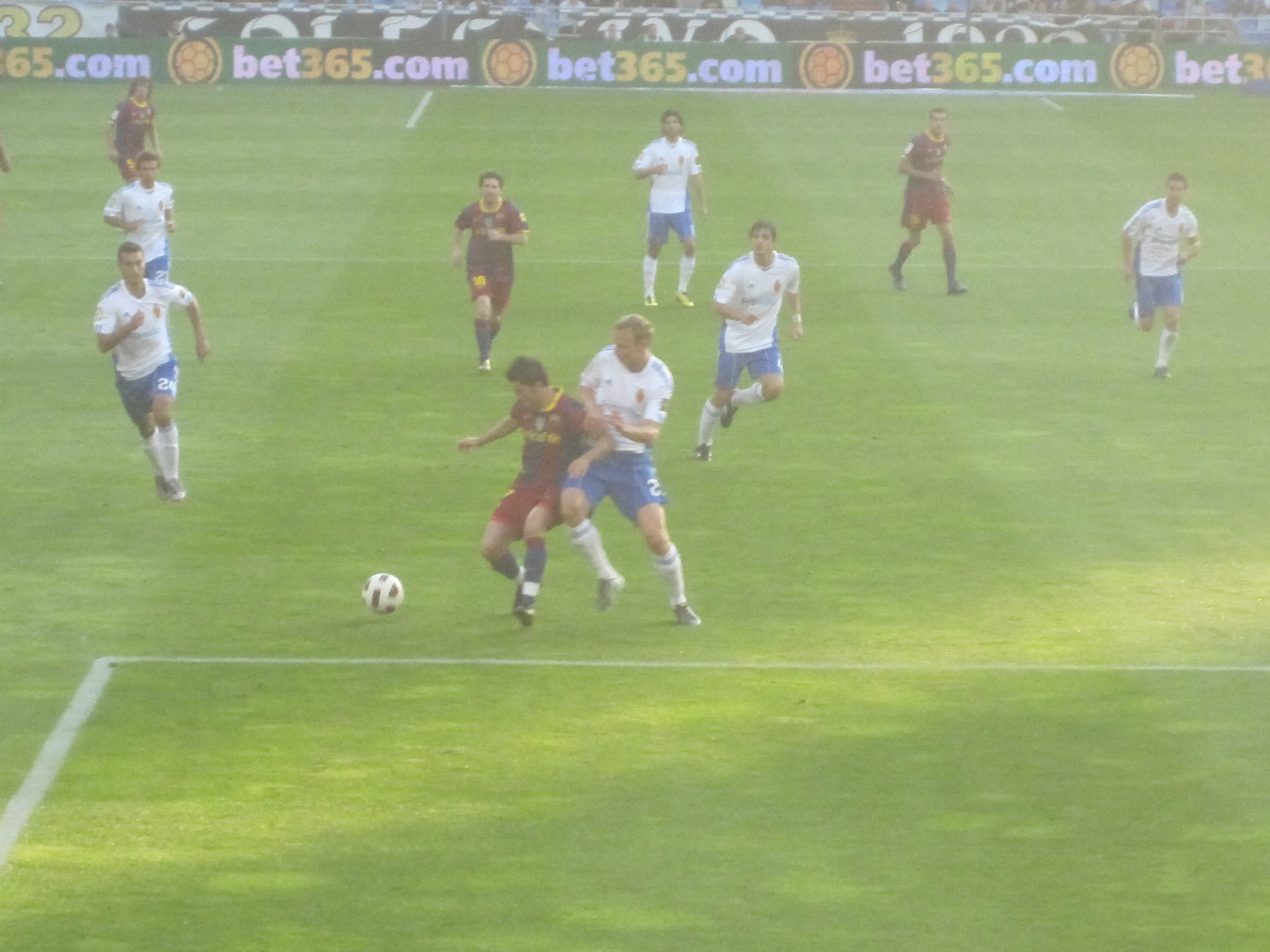
V souboji s barcelonským útočníkem Davidem Villou

Posilou španělského prvoligového klubu Real Zaragoza se stal 14. ledna 2010, kterému se upsal na rok a půl jako volný hráč. Zájem o jeho návrat měla také Sparta. O tři dny později ve španělské lize debutoval a z pozice stopera pomohl zachraňujícímu se týmu k domácí remíze 0:0 s Xerezem v souboji předposledního s posledním. V domácím zápase 25. ligového kola 7. března otevřel hlavou skóre v 6. minutě, ale soupeř v podobě Atlétika Madrid v 90. minutě vyrovnal na 1:1. O tři týdny později se střelecky prosadil proti Valencii při domácí výhře 3:0. Jeho zdařilá spolupráce s druhým stoperem Matteem Continim pomohla Zaragoze k záchraně.
Ani v sezóně 2010/11 se Real Zaragoza nepropadl do druhé ligy a skončil na 14. pozici. Jarošík vstřelil čtyři ligové góly.

### AC Sparta Praha (návrat)
V základní skupině I Evropské ligy 2012/13 byla Sparta Praha přilosována k týmům Olympique Lyon (Francie), Ironi Kirjat Šmona (Izrael) a Athletic Bilbao (Španělsko). V prvním utkání Sparty 20. září 2012 proti domácímu Lyonu odehrál Jarošík kompletní počet minut, pražský klub podlehl soupeři 1:2. 4. října nastoupil také v základní sestavě v domácím utkání proti finalistovi Evropské ligy předešlého ročníku Athleticu Bilbao, Sparta zvítězila 3:1 a připsala si první 3 body do tabulky. 25. října 2012 se podílel svým výkonem na domácím vítězství 3:1 nad izraelským týmem Ironi Kirjat Šmona. Ve 44. minutě vrátil z pravé strany přetažený centr před bránu a Ondřej Švejdík pak snadno doklepl téměř z brankové čáry míč hlavou do sítě. Sparta Praha si připsala další tři body, s celkovými 6 si podržela druhé místo v tabulce základní skupiny za Lyonem. 8. listopadu 2012 v odvetě s Ironi Kirjat Šmonou v Izraeli (hrálo se na stadionu v Haifě) nastoupil v základní sestavě a byl u remízy 1:1. 22. listopadu nastoupil do domácího zápasu s Lyonem, který skončil remízou 1:1. Tento výsledek posunul Spartu Praha již před posledními zápasy základní skupiny do jarní vyřazovací části Evropské ligy z druhého místa (první místo si zároveň zajistil Lyon). Poslední zápas základní skupiny I proti Bilbau 6. prosince 2012 neabsolvoval, díky remíze 0:0 pražský celek získal ve skupině celkem 9 bodů.
12. května 2013 v ligovém utkání proti Mladé Boleslavi vstřelil hlavou jeden gól, Sparta vyhrála 4:0 a po menším výpadku se opět přihlásila do boje o titul. V letní přestupové pauze 2013 mu skončila smlouva, Sparta mu novou nenabídla.

### Deportivo Alavés
Dne 26. srpna 2013 posílil druholigový španělský klub Deportivo Alavés, nováčka Segundy División. V novém dresu se poprvé představil 22. září v ligovém zápase proti Gijónu, Alavés v 6. kole doma 3:0 zvítězilo a Jarošík odehrál zbývajících 20 minut. V domácím zápase s Ponferradinou 1. prosince tu vstřelil svůj první gól, vyrovnával na konečných 2:2. Katalánské mužstvo zakončilo sezónu na 18. pozici, hned nad pozicemi sestupovými. Jarošík, třetí nejvytíženější hráč Alavésu, se dohodl na prodloužení smlouvy o rok.
Ve své druhé sezóně chyběl kvůli zranění od srpna 2014 do ledna 2015. 10. května se střelecky prosadil proti Alcorcónu a jeho vítězný gól rozhodl o výsledku 1:0.

### Turnaj FIFPro
Po konci angažmá v klubu v červenci 2015 posílil český výběr fotbalistů bez angažmá pod hlavičkou ČAFH, který na mezinárodním evropském turnaji FIFPro vyhrál titul.

### Konec kariéry
V prosinci 2016 oznámil ukončení hráčské kariéry.

## Reprezentační kariéra

### Mládežnické výběry
Jiří Jarošík nastoupil za některé mládežnické výběry České republiky. Vrchol jeho mládežnické kariéry přišel v roce 2000, kdy s českým týmem získal stříbro na Mistrovství Evropy v kategorii do 21 let konaném na Slovensku.

### A-mužstvo
První zápas v A-mužstvu české reprezentace absolvoval 16. srpna 2000 doma proti Slovinsku, toto přátelské utkání český celek prohrál v Ostravě 0:1 gólem Pavlina Mirana. Jiří nastoupil do druhého poločasu místo Radka Bejbla.
V baráži o mistrovství světa odehrál poprvé celý zápas, proti Belgii 11. října 2001 však reprezentace na její půdě prohrála 0:1. O čtyři dny později si zahrál odvetu jako střídající hráč na posledních 30 minut, ve kterých se rozhodlo o další porážce 0:1 a nepostupu. Od přátelského zápasu se Švédskem v listopadu 2002 rok chyběl, vrátil se v listopadu 2003 pro přátelský zápas proti Kanadě. Jarošíkovo angažmá v „přehlíženém“ Rusku vyústilo v jeho opomenutí v nominaci trenéra Karla Brücknera pro EURO 2004. Naposled byl nominován pro baráž s Norskem v listopadu 2005. Jelikož se nevměstnal ani do nominace pro Mistrovství světa 2006, nezúčastnil se ani jednoho velkého reprezentačního turnaje.
Celkem odehrál za českou reprezentaci 23 zápasů, střelecky se neprosadil.

### Reprezentační zápasy
Zápasy Jiřího Jarošíka v A-mužstvu české reprezentace
| Rok    | Zápasy | Góly |
| ------ | ------ | ---- |
| 2000   | 1      | 0    |
| 2001   | 9      | 0    |
| 2002   | 6      | 0    |
| 2003   | 1      | 0    |
| 2004   | 3      | 0    |
| 2005   | 3      | 0    |
| Celkem | 23     | 0    |

## Trenérská kariéra
Nejprve Jarošík pracoval jako asistent juniorských výběrů Sparty. V prosinci 2017 si jej jako asistenta vyhlédl David Holoubek, nový trenér prvoligového Slovanu Liberec. Během jara tým neudržel čtvrté místo zaručující evropské poháry a klesl na první nepohárovou šestou příčku. Hlavní trenér Holoubek i jeho asistenti byli propuštěni.
Následně zamířili Holoubek a Jarošík do slovenského Ružomberoku, kde podepsali smlouvu na dva roky.
V červenci 2020 se stal hlavním trenérem druholigového Ústí nad Labem, kde podepsal smlouvu na jeden rok s opcí na její další prodloužení. Dne 21. srpna poprvé vedl svěřence v domácím ligovém zápase proti Varnsdorfu, regionální derby však skončilo nerozhodně 0:0. Po podzimní části sezóny 2020/21 se Ústí drželo třetí příčky. V lednu 2021 odešel Jarošík do NK Celje, úřadujícímu mistrovi slovinské nejvyšší ligy. Po čtyřech měsících byl ovšem propuštěn a předposlední Celje bylo nuceno hrát baráž o záchranu.
V červnu 2021 byl jmenován do funkce trenéra druholigového Prostějova, který v sezóně 2020/21 skončil třetí. Odtrénoval 9 ligových zápasů (4 výhry, 1 remíza, 4 porážky) a postoupil do 3. kola domácího poháru. Avšak na začátku sezóny z klubu odešel, koncem září se domluvil s prvoligovými Teplicemi.

### FK Teplice
Hlavním trenérem FK Teplice se stal 28. září 2021. Jeho premiérou se 2. října stalo utkání na půdě Slovácka, kde Teplice prohrály 2:3 a zůstaly v tabulce předposlední. Teplice v lize prohrály dalších šest zápasů a až 4. prosince (17. kolo) slavil Jarošík domácí výhru 4:1 proti Zlínu, kdy jeho svěřenci otočili výsledek. Další výhru přineslo následující 18. kolo, kdy Teplice vyhrály 2:0 na stadionu Jablonce a poprvé v sezóně 2021/22 zvítězily venku.
Výhra 1:0 nad Karvinou 20. února znamenala třetí tříbodový jarní zisk ze tří zápasů. V předposledním zápase základní části 17. dubna nestačil Jarošíkův tým na rovněž se zachraňující Pardubice výsledkem 0:2.
Propuštěn byl 4. března 2023 bezprostředně po porážce na Spartě 4:1. Z posledních šesti ligových zápasů pět prohrál a jednou remízoval.

### FK Orenburg
V červnu 2023 podepsal dvouletou smlouvu s týmem FK Orenburg, ve kterém nahradil Marcela Ličku, který odešel trénovat moskevské Dynamo. V Orenburgu skončil koncem srpna 2023 z rodinných důvodů poté, co si nejmladší dcera zlomila při pádu na schodech týlní kost.

### Šachťor Karaganda
Počátkem listopadu 2024 odešel trénovat kazachstánský Šachťor Karaganda. V soutěži hrané jaro-podzim Šachťor sestoupil z první ligy. Protože ve druhé lize nemohou působit zahraniční trenéři, namísto hlavního trenéra dostal Jarošík pro nadcházející sezónu roli trenéra-konzultanta.

## Osobní život
Manželku Zlatu poznal během ruského angažmá. Mají společně tři dcery: Sofii, Victorii a Nikol. Jeho švagr, manželčin bratr Anton Švec, je rovněž fotbalista.
Je členem Real TOP Praha.
Trenérské angažmá v ruském Orenburgu bylo pro fanoušky Sparty nepřijatelné, a proto se v závěru roku 2023 nezúčastnil silvestrovského derby.